# Trichocyclus nullarbor
Trichocyclus nullarbor är en spindelart som beskrevs av Huber 200. Trichocyclus nullarbor ingår i släktet Trichocyclus och familjen dallerspindlar. Inga underarter finns listade i Catalogue of Life.